# كاترينا سيريبريانسكا
كاترينا سيريبريانسكا (ولدت في 25 أكتوبر 1977 في سيمفروبول) هي لاعبة جمباز إيقاعي أوكرانية سابقة، هي الحائزة على الميدالية الذهبية في الألعاب الأولمبية الصيفية 1996، وحاملة الميدالية الذهبية في بطولة العالم للجمباز الإيقاعي 1995، وبطلة أوروبية شاملة مرتين (1995،1996) ، وبطل سباق الجائزة الكبرى النهائي الشامل ثلاث مرات.